# Bir Tawil
Bir Tawil eller Bi'r Tawīl (arabisk: بيرطويل ; Bi'r eller بير , som betyder kilde) er et 2.060 km² stort område på grænsen mellem Egypten og Sudan, som hverken påberåbes af det ene eller andet land.  
Området benævnes også Bir Tawil-trekanten, på trods af områdets firkantede form, med den lange side i den nordlige del af området, der løber langs den 22° nordlige breddegrad. Det er det eneste område, hvor den administrative grænse fra 1902 mellem de to lande løber syd for den politiske grænse fra 1899, der defineredes som den 22° nordlige breddegrad. Fra øst til vest er området mellem 46 km langt i syd, og 95 km langt i nord, og mellem 26 km og 31 km bredt fra nord til syd, i alt 2,060 km² i størrelse.
Bir Tawil-området kom under egyptisk administration i 1902, fordi det var græsgange for Ababdastammen hjemmehørende i Aswan i Egypten. Samtidig kom Hala'ib-trekanten nord for 22° nordlig breddegrad, og nordøst for Bir Tawil, under sudanske administration, fordi stammerne i dette område var hjemmehørende i Sudan. De to "trekanter" grænser op til hinanden og udgør et kvadripunkt. Egypten administrerer stadig området, men det ses ikke på egyptiske regeringskort. Både Egypten og Sudan gør krav på det andet område Hala'ib-trekanten og skiftes til at administrere området.